# Jednotná revoluční fronta
Jednotná revoluční fronta (Revolutionary United Front – RUF) byla povstaleckou armádou, která bojovala a posléze prohrála v deset let trvající vzpouře v Sierra Leone mezi lety 1991 až 2002. Poté se změnila v politickou stranu, jež zanikla v roce 2007. Tři nejvyšší vůdci Issa Sesay, Morris Kallon a Augustine Gbao byli v únoru 2009 odsouzeni za válečné zločiny a zločiny proti lidskosti.
Během občanské války v Sierra Leone byli ve velkém rekrutováni dětští vojáci; na konfliktu se jich nakonec podílelo až 11 000. Většina byla využívána k útokům na vesnice a ke střežení diamantových dolů a skladů zbraní. Dnes okolo 2000 z nich stále slouží v armádě státu Sierra Leone.
Tisíce unesených dětí byly přinuceny sloužit jako vojáci nebo prostitutky,
a někteří donuceni zabít své rodiče.
Často jim také byly na těla vyrývány iniciály "RUF", a důstojníci jim do ran údajně vtírali kokain, což způsobovalo jejich šílenost a nebojácnost.
Povstalecké vojsko je také nechvalně známé ukrutnostmi – jako například usekávání rukou a chodidel nevinných vesničanů. Mrtvá těla zase bestiálně zohavovali. Mimo jiné se také na mrtvých nepřátelích dopouštěli rituálního kanibalismu.
Pro zábavu někteří vojáci sázeli pohlaví nenarozených dětí a poté otevřeli ženské lůno a určili vítěze.
Své bojové operace mohli povstalci financovat z černého obchodování s „krvavými“ diamanty.